# Qiantu Motor

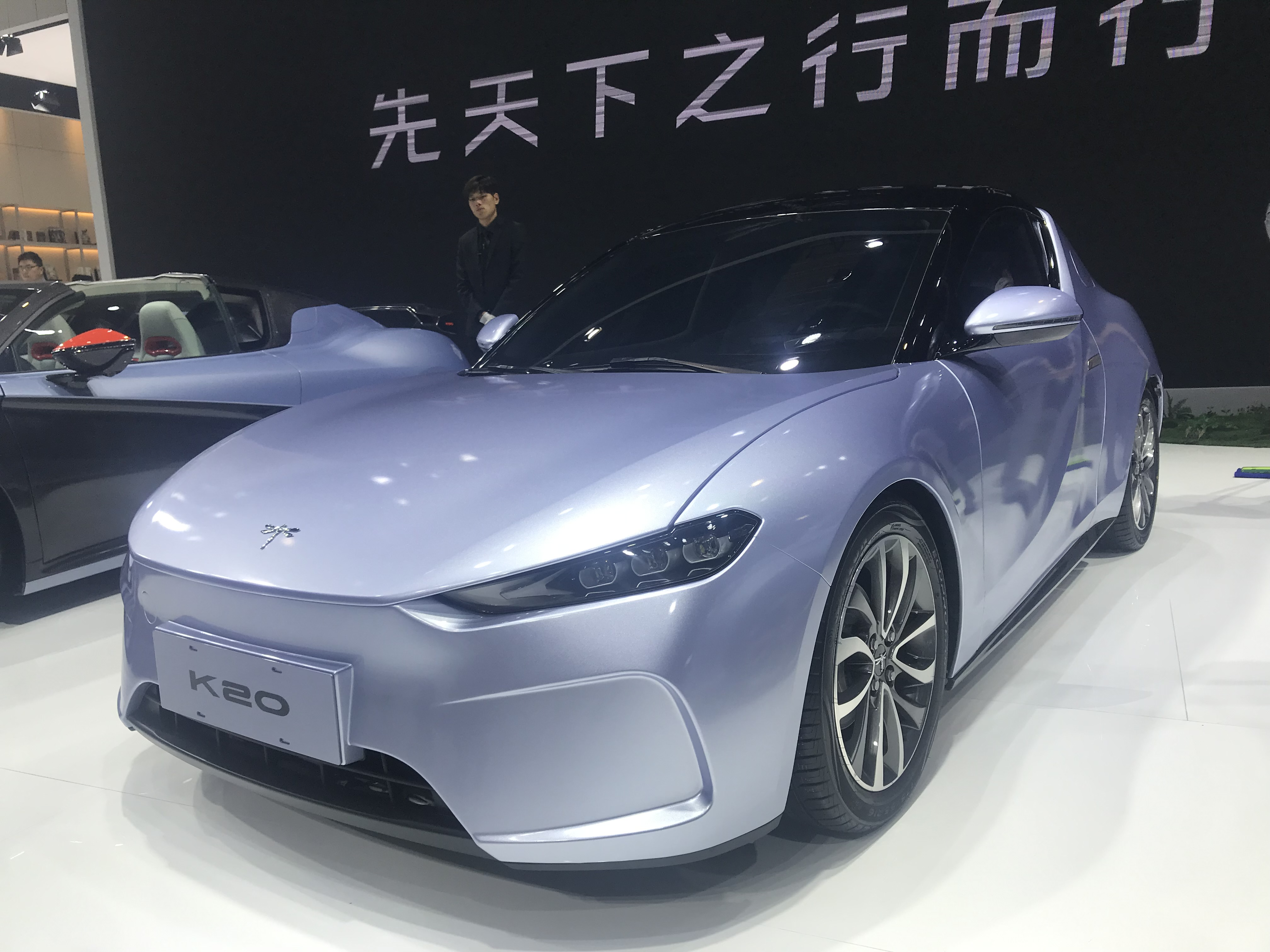
Qiantu K20

Qiantu Motor – chiński producent elektrycznych samochodów sportowych z siedzibą w Suzhou działający od 2015 roku. Należy do chińskiej spółki Beijing Great Wall Huaguan Automobile Technology Co., Ltd.

## Historia
W 2010 roku chiński inżynier i menedżer Lu Qun, pracujący w latach 90. w lokalnym koncernie motoryzacyjny BAW, zdecydował się założyć wraz ze swoimi partnerami biznesowymi spółkę Beijing Great Wall Huaguan Automobile Technology Co., Ltd. Za cel obrano skonstruowanie pierwszego w historii chińskiej motoryzacji samochodu sportowego o napędzie czysto elektrycznym. Podczas Shanghai Auto Show w 2015 roku pod marką Qiantu przedstawiono swój pierwszy seryjny pojazd pod nazwą 2-drzwiowego, 2-miejscowego coupé K50 w formie przedprodukcyjnego prototypu. Rok później, podczas Shanghai Auto Show 2016 zaprezentowano ostateczną, gotową od produkcji wersję pojazdu, której produkcja w zakładach w Suzhou ruszyła w 2017 roku.
Podczas Beijing Auto Show w 2018 roku Qiantu Motor zaprezentowało dwa nowe prototypy zapowiadające luksusowe grand tourer o nazwie Concept 1 oraz niewielki samochód sportowy o nazwie K20. Rok później, na kolejnej edycji stołecznej chińskiej wystawie Qiantu przedstawiło kolejne dwie nowe studyjne zapowiedzi nowych modeli, które mają w przyszłości uzupełnić portfolio producenta – K25 i Concept 2. W grudniu 2018 roku Qiantu poinformowało, że poza rodzimym rynkiem chińskim planuje rozpocząć sprzedaż także na rynku amerykańskim. W kwietniu 2019 roku producent ogłosił, że K50 będzie oferowane w partnerstwie z kalifornijskim przedsiębiorstwem Mullen Technologies. Pojazd z myślą o tym rynku ma trafiać do klientów pod nazwą Mullen Dragonfly po ukończeniu zakładów produkcyjnych w Brea, co nie spotkało się jednak ostatecznie z realizacją, a samo Qiantu Motors popadło w kryzys. W listopadzie 2020 firma zakończyła po 2 latach produkcję mało popularnego K50 i zawiesiła działalność.
W czerwcu 2022 Qiantu powróciło do działalności po dwuletniej przerwie, przedstawiając swój drugi produkcyjny model będący rozwinięciem prototypu K20 Concept z 2018 roku. Samochód przyjął postać przystępnego cenowo, miejskiego hatchbacka o napędzie w pełni elektrycznym, trafiając do sprzedaży tuż po premierze wyłącznie na rynku chińskim. Firma zapowiedziała plany restrukturyzacji swojej działalności, planując rozbudować gamę modelową i poszerzyć działalność o rynki zagraniczne.

### Bankructwo
20 stycznia 2024 r. Sąd Ludowy Strefy Wysokich Technologii Suzhou w prowincji Jiangsu ogłosił upadłość spółki Qiantu Motors (Suzhou) Co., Ltd. Wniosek o upadłość złożyły spółki Senter Group Co., Ltd. i China Electronics Engineering Second Construction Co., Ltd., powołując się na brak możliwości spłaty długów przez Qiantu Motors o łącznej wartości około 72 milionów RMB, a aktywa nie wystarczają na pokrycie zobowiązań.
Sąd uznał, że Qiantu Motors jest niewypłacalne. Chociaż Qiantu Motors argumentowało, że zachowało cenne aktywa, w tym licencję na nowy pojazd elektryczny, modele pojazdów i zespół techniczny, sąd oddalił jego sprzeciwy. Nadzieje firmy na zewnętrzne finansowanie i ekspansję na rynki zagraniczne okazały się niewystarczające, by uniknąć bankructwa.
Następnie, 24 stycznia 2025 r., spółka dominująca Qiantu, CH-Auto, złożyła wniosek o upadłość likwidacyjną i nie udało jej się przeprowadzić pierwszej oferty publicznej w USA. 

## Modele samochodów

### Obecnie produkowane
- K20

### Historyczne
- K50 (2018–2020)

### Studyjne
- Qiantu K50 Concept (2015)
- Qiantu Concept 1 (2018)
- Qiantu K20 Concept (2018)
- Qiantu Concept 2 (2019)
- Qiantu K25 Concept (2019)